# Robert Regel
Robert Eduardovitj Regel (ryska: Роберт Эдуардович Регель), född den 15 april 1867 i Sankt Petersburg, död där den 20 januari 1920 (i tyfus, var en rysk botaniker, pionjär inom området tillämpad botanik.
Regel, som var son till Eduard August von Regel, avslutade sina botaniska studier vid Sankt Petersburgs universitet år 1888 som filosofie kandidat. Till 1890 studerade han trädgårdsskötsel i Potsdam (där han kom i kontakt med Adolf Engler). Åren 1893 till 1897 var han privatdocent vid universitetet i Sankt Petersburg, där han 1894 habiliterade sig. Hans huvudintresse gällde utforskning av lokala sorter av nyttoväxter, både odlade och vilt växande. Efter att ha rest runt i alla ryska provinser blev han 1904 ledare för det nuvarande Vavilovinstitutet. Han publicerade över 100 arbeten inom området "tillämpad botanik".

Auktorsnamnet R.E.Regel kan användas för Robert Regel i samband med ett vetenskapligt namn inom botaniken; se Wikipediaartiklar som länkar till auktorsnamnet.